# Euphranta maculifemur
Euphranta maculifemur är en tvåvingeart som först beskrevs av de Meijere 1924.  Euphranta maculifemur ingår i släktet Euphranta och familjen borrflugor. Inga underarter finns listade i Catalogue of Life.